# 小栗風葉
小栗 風葉（おぐり ふうよう、本名：加藤 磯夫（旧姓：小栗）、1875年（明治8年）2月3日 - 1926年（大正15年）1月15日）は日本の小説家。愛知県生まれ。

## 来歴

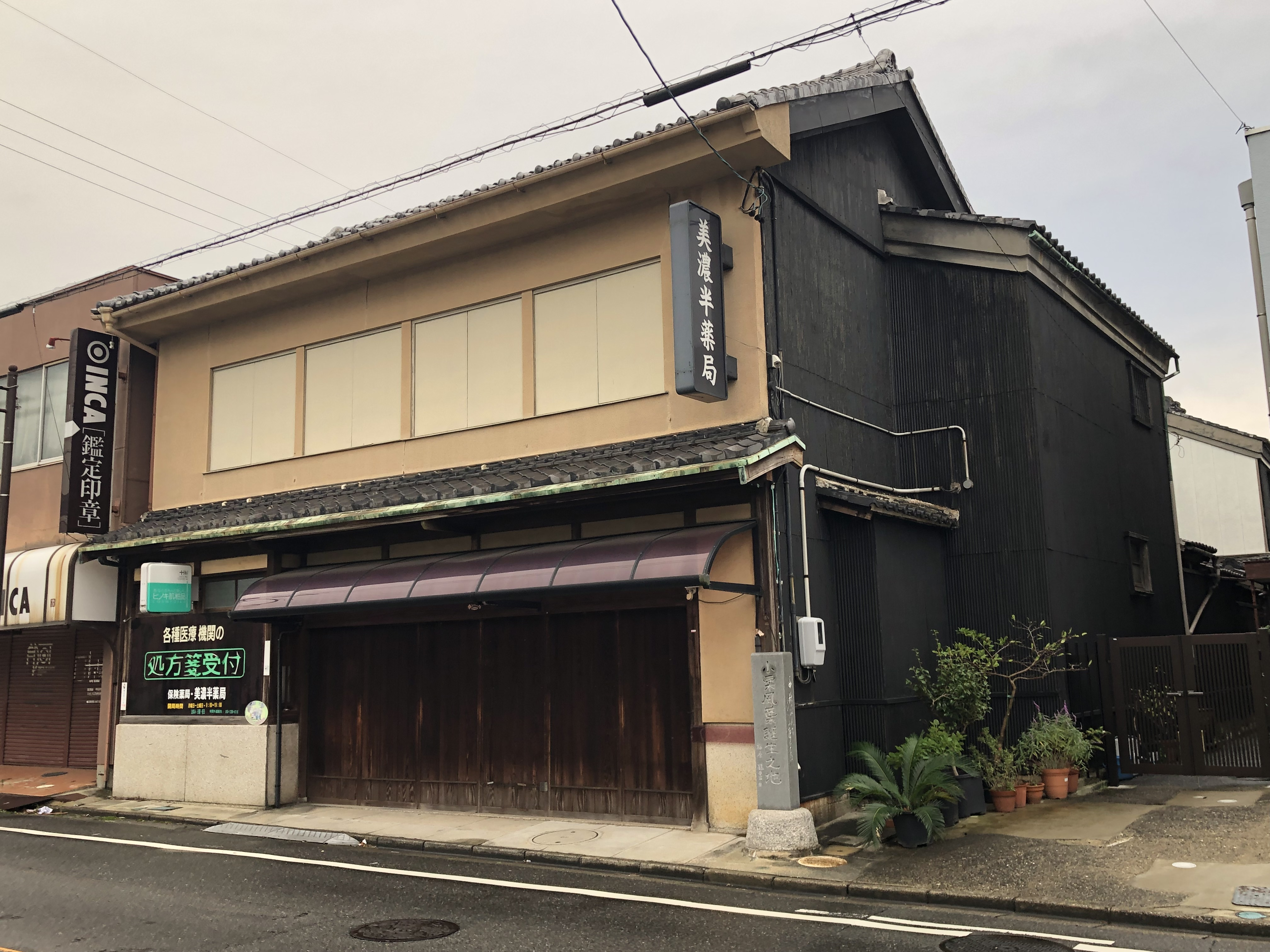
小栗風葉の生家があった場所。菜種商だった美濃半は現在薬局になっている。薬局右側に見える小栗風葉誕生の地の碑は、妹の義理の子に当たる哲学者・梅原猛によるもの。

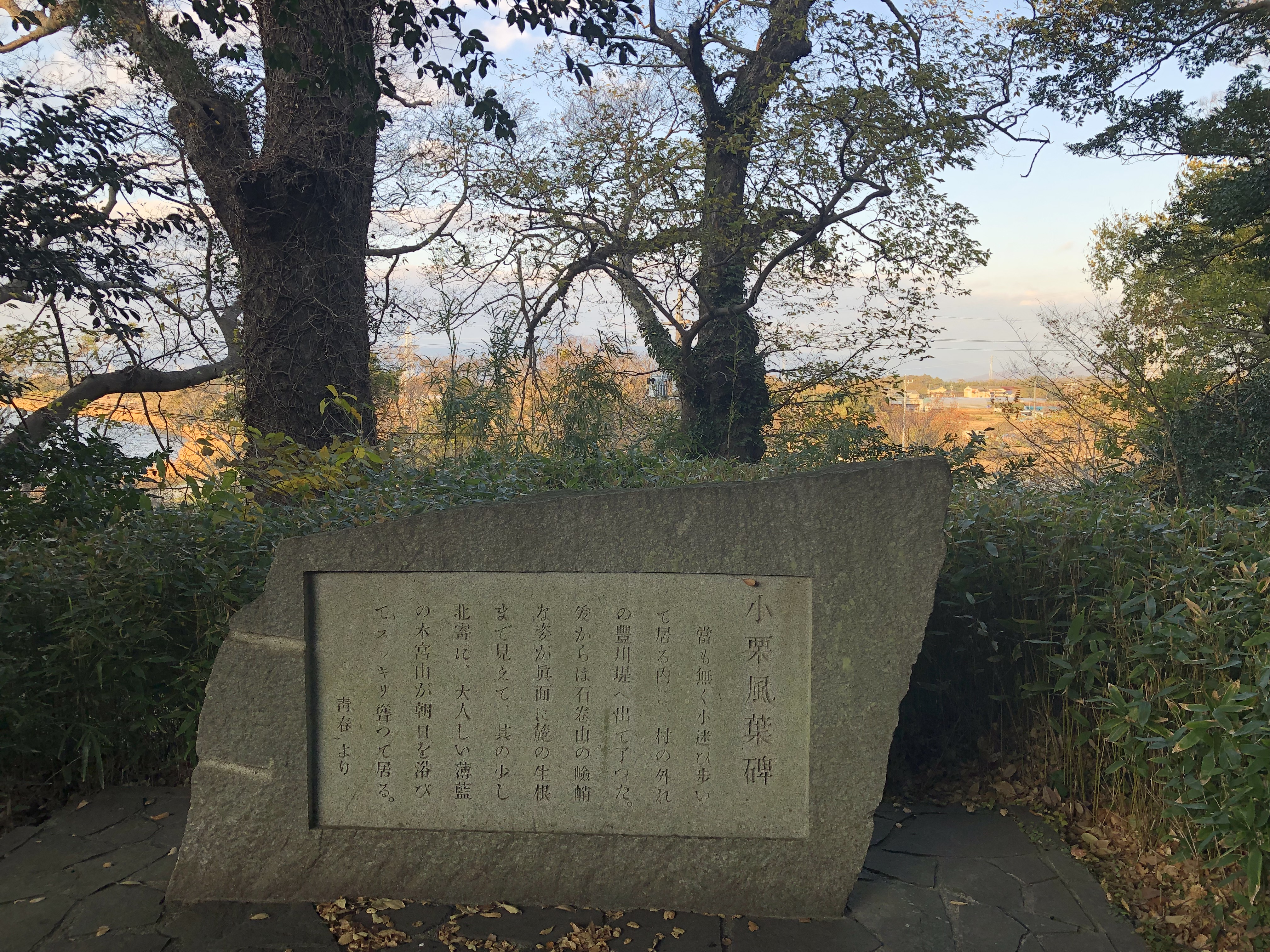
豊橋市三の丸会館奥にある小栗風葉碑。小説『青春』中の豊川堤から見えた情景を描写した部分が引用されている。豊橋文化協会により1976年に建設された

愛知県知多郡半田町（現半田市）に薬種商（美濃半）の長男として生まれる。幼名磯平、のち磯夫と改めた。少年の頃から近世稗史小説を好み、柳亭種彦、為永春水らを耽読、また嵯峨の屋おむろ「初恋」などに感動し、『少年園』などに投稿、1889年、家業を継ぐ勉強のため上京。済生学舎、商業素修学校を経て、錦城中学校に学ぶ。1891年高等学校の入試に失敗し一時不良となるが、文学に志を持ち、家業は弟に任せ、尾崎紅葉の硯友社に入門。1893年九州を放浪し、その経験をもとに「片靨」を書き読売新聞に掲載。1894年に徴兵検査のため一旦帰京するが、家族と進路について対立した末に廃嫡される。再び上京後、兄妹の近親相姦を扱った「寝白粉」を1896年『文藝倶楽部』に発表、ついで「亀甲鶴」を幸田露伴の紹介で『新小説』に発表し文名を確立した。1900年に豊橋市の素封家加藤倉次の長女の加藤籌子(かずこ)と結婚して婿養子となる。
田山花袋と親しく、花袋の示唆で西洋文学を読み、エミール・ゾラ、ギ・ド・モーパッサン、ショーペンハウエルなどに影響を受け、数々の作品を発表、門下に岡本霊華、真山青果、中村武羅夫がいるが、彼らによる代作が多く、のち名声を落す一因となった。また師紅葉が『金色夜叉』を未完のまま死ぬと、その続き『終編金色夜叉』を執筆した。
一躍風葉を有名作家としたのは、紅葉の没後、日露戦争後の世情の中で、ツルゲーネフ『ルージン』に想を得て1905年より読売新聞に連載した『青春』三部作である。これは広く読まれたが、次第に自然主義文学が勃興し、以後あまり振るわずに終わった。谷崎潤一郎がデビュー前、自身の将来に不安を抱いていると、「君だって小栗風葉くらいにはなれるよ」と言われたという。
その後、花袋の『蒲団』に刺激されて自然主義派に傾き、『恋ざめ』で中年の恋を描いたが、次第に代作、翻案が多くなり、国木田独歩の死をきっかけに、「戸塚党」と呼ばれた風葉門下の青果、武羅夫、沼波瓊音らと花袋が衝突、風葉も花袋と決裂するに至る。1909年に発表した『姉の妹』は発禁扱いとなった。
晩年は豊橋に隠棲し、花田町中郷に新居を立て、留月壮と名付け、亡くなるまで同地で過ごした。1926年1月15日、心嚢炎に肺炎を併発して豊橋の自宅で死去。墓所は豊橋市羽根井西町共同墓地。戒名は友慶院釈風葉。
妹は哲学者・梅原猛の義母に当たる。
豊橋市三の丸会館に、記念碑が建てられている。

## 主な作品
- 『寝白粉』（『文藝倶楽部』2巻11編、1896年9月）
- 『亀甲鶴』（『新小説』1年7号、1896年12月）
- 『五反歩』（『新小説』5年9巻、1900年7月）
- 『下士官』（『新小説』5年10巻、1900年7月）
- 『恋慕ながし』 1900年5月、春陽堂
- 『黒装束』1901年、春陽堂
- 『凉炎』（『新小説』7年4巻、1902年4月）
- 『深川女房』（『新小説』10年3巻、1905年3月）
- 『卯の花縅』 1905年10月、青木嵩山堂
- 『麗子夫人』 1906年、隆文館
- 『青春』 （『讀賣新聞』1905年3月 - 1906年11月）「春之巻」1905年10月、「夏之巻」1906年1月、「秋之巻」11月、春陽堂→「岩波文庫」1953年
- 『罪と罪』 1907年1月、青木嵩山堂
- 『ぐうたら女』（『中央公論』1908年4月）
- 『恋ざめ』1908年4月、新潮社
- 『世間師』（『中央公論』1908年10月）
- 『金色夜叉終編』 1909年4月、新潮社　『金色夜叉』の続き
- 『無為』（『中央公論』1910年1月）
- 『荒尾譲介』 1912年6月、新潮社
- 『黙従』 1913年、隆文館
- 『落潮』 1919年、新潮社